# 夢の香りのする朝に。
『夢の香りのする朝に。』（ゆめのかおりのゆるあさに。）は、日本のユニット・文藝天国の2枚目のミニアルバム。2021年1月30日にbunkei recordsから発売された。

## 概要
前作『プールサイドに花束を。』から1年7ヶ月ぶりのミニアルバム。
この作品から新ボーカルのハルが参加している。
CD購入者へはシークレットトラックの特典が封入されていた。

## 収録内容
作詞・作曲・編曲:ko shinonome 
 編曲:shino116
1. メタンハイドレート [2:46] 

  - ミュージック・ビデオが制作された。
2. 生活をとめて [1:00] 

  - ミュージック・ビデオが制作された。
3. 天使入門 [3:15]
4. 宿命論とチューリップ [3:57]
5. おいしい涙 [2:55]
6. 夢の香りのする朝に。 [4:07] 
タイトル曲。